# Cercamon
Cercamon est l'un des premiers troubadours connus, dont l'activité poétique se situe dans la première moitié du XIIe siècle, entre 1135 et 1152, à la cour du duc d'Aquitaine, à Poitiers.

## Biographie
Cercamon est désigné comme « un jongleur de Gascogne » dans la courte vida du XIIIe siècle qui lui est consacrée, conservée dans deux manuscrits, les chansonniers occitans K et I de la Bibliothèque nationale de France (manuscrits cotés Ms. 854, f. 133 et 12473, f. 119) ; ce qualificatif de jongleur qui désigne un  artiste professionnel itinérant chantant ou récitant des œuvres littéraires ou de la poésie, indique une origine modeste, alors que les deux premiers poètes en langue occitane qui le précèdent, Guillaume IX d'Aquitaine et Jaufré Rudel, sont de grands seigneurs. Son nom est un pseudonyme signifiant « Cherche-monde », ce qui rappelle cette itinérance des jongleurs, allant de ville en ville et de château en château pour vendre leur talent.
Il est le contemporain, maître ou élève de Marcabru.

## Œuvre
Huit poèmes de Cercamon sont connus :
- quatre cansos : Quan l'aura doussa s'amarzis[3], où Cercamon se nomme dans les deux derniers vers[4] ; Ab lo temps qe fai refreschar ; Assatz es or' oimai q'eu chan ! ; Per fin’ Amor m’esjauzira.
- deux sirventès : Ab lo pascor m'es bel qu'eu chan ; Puois nostre temps comens'a brunezir[5].
- une tenson : Car vei fenir a tot dia, qui est la première manifestation de ce genre[2].
- son œuvre la plus originale est le planh (Lo plaing comenz iradamen) qu'il compose en 1137, lors de la mort de son protecteur, le duc Guillaume X d'Aquitaine ; c'est la plus ancienne complainte funèbre connue composée par un troubadour ; Cercamon la dédie au vicomte Eble II de Ventadour  dit « Lo Cantador »[6].

La Vida lui attribue également des « pastoretas » (sans doute des pastourelles qui n'ont pas été conservées).

## Postérité
Un genre de primate adapiforme qui vivait en Europe à la fin de l'Éocène, décrit pour la première fois en 1912, a été nommé Cercamonius en son honneur.

#### Éditions
- Jean-Marie-Lucien Dejeanne, « Le troubadour Cercamon », dans Annales du Midi, vol. 17, no 65, 1905, p. 27-62 (texte en occitan suivi de la traduction française) (lire en ligne).
- Les poésies de Cercamon, édition d'Alfred Jeanroy, Paris, Honoré Champion, 1922, IX-36 p. (texte en occitan suivi de la traduction française).
- (en) George Wolf et Roy Rosenstein (dir.), The Poetry of Cercamon and Jaufre Rudel, New York et Londres, Garland, 1983 (texte occitan avec traduction anglaise en regard).
- Cercamon, Œuvre poétique, édition critique bilingue avec introduction, notes et glossaire par Luciano Rossi, Paris, Honoré Champion, 2009 (ISBN 978-2-7453-1822-0).
- Cherche monde, Chansons de Cercamon, présentation et adaptation d'Yves Leclair, édition bilingue, coll. "Littérature occitane Troubadours", Pierre Mainard éditeur, 2023  (ISBN 978-2-913751-87-3)

#### Études
- Pierre Bec, « Cercamon et Bernard de Ventadour ou le Gascon et le Limousin », dans Trames. Travaux et Mémoires de l'Université de Limoges (actes du colloque : Écrivains et terre natale, Limoges, décembre 1980), 1982, p. 157-171.
- Pierre Bec, « Le problème des genres chez les premiers troubadours », Cahiers de civilisation médiévale, no 97,‎ janvier-mars 1982, p. 31-47 (DOI https://doi.org/10.3406/ccmed.1982.2388, lire en ligne).
- Robert Sabatier, Histoire de la poésie française, Poésie du Moyen Âge, Albin Michel, 1975.
- Irénée-Marie Cluzel et Geneviève Brunel-Lobrichon, « Cercamon », dans : Robert Bossuat, Louis Pichard et Guy Raynaud de Lage (dir.), Dictionnaire des lettres françaises, t. 1 : Moyen Âge, éd. entièrement revue et mise à jour sous la dir. de Geneviève Hasenohr et Michel Zink, Paris, Fayard, 1992, p. 230-231.